# Mercedes-Benz Cup 2005
La Mercedes-Benz Cup 2005 è stato un torneo maschile professionistico di tennis giocato sul cemento. È stata la 79ª edizione del Los Angeles Open, conosciuto in precedenza come Pacific Southwest Championships, e faceva parte della categoria International Series nell'ambito dell'ATP Tour 2005. Il torneo si è svolto al Los Angeles Tennis Center dell'UCLA a Los Angeles, negli Stati Uniti, dal 15 al 31 luglio 2005.

## Campioni

### Singolare
Andre Agassi ha battuto in finale  Gilles Müller con il punteggio di 6–4, 7–5

### Doppio
Rick Leach /  Brian MacPhie hanno battuto in finale  Jonathan Erlich /  Andy Ram con il punteggio di 6–3, 6–4